# قائمة وزراء الدولة العباسية
قائمة وزراء الدولة العباسية منذ تأسيسها حتى نهايتها عام 1258م والوزارة أسمى الرتب السلطانية اتخذها المسلمون في عهد الدولة العباسية، أما ما أُريد بالوزارة فهو استعانة الخليفة بمن يشد أزره أو يعاونه في الحكم.
والوزير هو الرجل الثاني في الدولة بعد الخليفة ويعادل منصبه رئيس الوزراء في العصر الحالي، وكان أول من أستوزر في تاريخ الإسلام بصورةٍ رسمية كان أبوسلمة الخلال أشهر من شغل هذا المنصب في العصر العباسي كان يحيى البرمكي.
استعمل لقب رئيس الوزراء أول مرة في عهد الخليفة القائم بأمر الله، وأول من نال اللقب هو الوزير علي بن مسلمة.

## أنواع الوزارة
تنقسم الوزارة في العهد العباسي إلى نوعين، حسب الصلاحيات الموكل من الخليفة إلى الوزير. وهما:
الوزارة التفويضية: وهي أن يفوض الخليفة الوزير بكافة أمور الدولة، وله الصلاحية الكامل في اتخاذ أي إجراء دون الرجوع للخليفة. وهو المسؤول عن تأليف حكومته باختيار رؤساء الدواوين، مثل ديوان الجند، وديوان بيت المال، وعزل وتعيين الولاة. ويمكن أن يحمل الوزير المفوض ختم الخليفة الذي يوقع به على الأوامر الصادرة. يقول الماوردي في ذلك:
| ”         | وأما وزارة التفويض فهي أن يستوزر الإمام من يفوض إليه تدبير الأمور برأيه وإمضاءها على اجتهاده. | “ |
| —الماوردي |                                                                                               |   |

ومن الوزراء المفوضين، آل برمك، وابن الفرات، ويحيى بن أكثم وغيرهم.
الوزارة التنفيذية: وهي أن يفوض الخليفة الوزير القيام على تدبير شؤون البلاد حسب ما يوجهه، ويملي عليه، وليس للوزير صلاحية اتخاذ القرار النهائي، بل يعرضه على الخليفة قبل تنفيذه.
يقول الماوردي في هذا النوع من الوزارة:
| ”         | وأما وزارة التنفيذ فحكمها أضعف وشروطها أقل، لأن النظر فيها مقصور على رأي الإمام وتدبيره، وهذا الوزير وسط بينه وبين الرعايا والولاة يؤدي عنه ما أمر، وينفذ عنه ما ذكر، ويمضي ما حكم، ويخبر بتقليد الولاة وتجهيز الجيوش ويعرض عليه ما ورد من مهم وتجدد من حدث ملم، ليعمل فيه ما يؤمر به، فهو معين في تنفيذ الأمور وليس بوال عليها ولا متقلداً لها. | “ |
| —الماوردي | |   |

## وزراء العصر العبَّاسي الأول
يعد العصر العباسي الأول هو العصر الذهبي للوزارة، فبرز فيه وزراء حاذقين، وأكفاء، أحسنوا إدارة الدولة. وقد اكتسب وزراء هذا العهد قوتهم من قوة الخلفاء ومجمل هذه الوزارات كانت تفويضية أي إن الخليفة يطلق صلاحيات الوزير. واتسم وزراء هذا العصر بالطموح والرغبة باكتساب المزيد من الصلاحيات مما تسبب بنكبة العديد منهم في النهاية.
| العصر العباسي الأول            | العصر العباسي الأول              | العصر العباسي الأول |
| ------------------------------ | -------------------------------- | --- |
| خلافة أبو العباس السفاح        |                                  | |
| الوزير                         | المدة                            | ملاحظات |
| أبو سلمة الخلال                | من: 132هـ/750م حتى:132هـ/750م    | أول وزراء الدولة العباسية، لقب بوزير آل محمد. قتله أبو العباس السفاح. |
| خالد بن برمك                   | من: 132هـ/ 750م حتى: 132هـ/ 750م | أبو البرامكة، وأول وزرائهم في الدولة العباسية، يعتقد ساهم في تخطيط مدينة بغداد. |
| خلافة أبو جعفر المنصور         |                                  | |
| خالد بن برمك                   | من: 132هـ/ 750م حتى: 133هـ/ 751م | أقره المنصور على وزارته. |
| أبو أيوب المورياني             | من: 133هـ/ 751م حتى: 153هـ/ 771م | استمر وزيرًا للمنصور عشرين عامًا ثم إن المنصور فسدت نيته فيه ونسبه إلى أخذ الأموال. فعزله وحبسه. |
| الربيع بن يونس                 | من: 153هـ/ 771م حتى: 158هـ/ 775م | والد الوزير فضل بن الربيع قيل أن الهادي سممه. |
| خلافة محمد المهدي              |                                  | |
| الربيع بن يونس                 | من: 158هـ/ 775م حتى: 159هـ/ 776م | أُقر على وزارته. |
| أبي عبيد الله معاوية بن يسار   | من: 159هـ/ 776م حتى: 163هـ/ 780م | كان المهدي يبالغ في إجلاله واحترامه، ويعتمد على رأيه وتدبيره وحسن سياسته، أُلب قلب الخليفة عليه فعزله وحبسه. |
| يعقوب بن داوود                 | من: 163هـ/ 780م حتى: 166هـ/ 783م | الوزير الكبير، الزاهد، أوقع الخواص فيه لدى المهدي العباسي بسبب ميله للعلويين فعزله. |
| الفيض بن أبي صالح              | من: 166هـ/ 783م حتى: 169هـ/ 786م | انتهت وزارته بموت المهدي عام 169 هـ، ثم ولِّي ديوان الجيش إلى أن مات. |
| خلافة موسى الهادي              |                                  | |
| الربيع بن يونس (المرة الثانية) | من: 169هـ/ 786م حتى: 169هـ/ 786م | أعيد للوزارة. |
| إبراهيم بن ذكوان               | من: 169هـ/ 786م حتى: 170هـ/ 787م | حبسه المهدي فلما تولى الهادي أطلقه واستوزره. |
| خلافة هارون الرشيد             |                                  | |
| يحيى بن خالد بن برمك           | من: 170هـ/ 787م حتى: 187هـ/ 803م | أشهر وزير في التاريخ الإسلامي، وفي الخيال الشعبي، كان أشهر رجال عصره علماً وأدباً وفضلاً وجوداً ونبلاً. من رجال الدهر حزما ورأيا وسياسة وعقلاً. منحه الرشيد وزارة تفويضية مطلقة الصلاحيات، ثم اختلف الرشيد مع البرامكة فعزلهم وحبسهم فيما عرف بنكبة البرامكة. |
| الفضل بن الربيع بن يونس        | من: 187هـ/ 803م حتى: 193هـ/ 809م | كان الفضل بن الربيع من رجال العالم حِشمةً وسُؤدُداً وحزماً ورأياً، وهو ابن الوزير الربيع بن يونس. |
| خلافة محمد الأمين              |                                  | |
| الفضل بن الربيع بن يونس        | من: 193هـ/ 809م حتى: 198هـ/ 814م | أقر على وزارته. |
| خلافة المأمون                  |                                  | |
| الفضل بن سهل                   | من: 198هـ/ 814م حتى: 202هـ/ 818م | لقبه ذُو الرَّياسَتَيْن، سليل ملوك ساسان، وهو أخو الوزير اللَّاحِق الحَسَن بن سَهْل، أكبر وزراء الدولة بعد البرامكة، لما ثقل أمره وصارت لديه طموحات كبيرة اغتاله المأمون.                                                                                            |
| الحسن بن سهل                   | من: 202هـ/ 818م حتى: 203هـ/ 819م | والد زوجة المأمون، وأخو الوزير السابق، كان المأمون يحب مجالسته لعلمه وأدبه، مرض بعد استلام الوزارة واعتزل في بيته وعزل نفسه عن الوزارة. |
| أحمد بن أبي خالد               | من: 203هـ/ 819م حتى: 210هـ/ 825م | كان أحمد عابسًا مكفهرا في وجه الخاص والعام غير أن فعله كان حسنًا، حيث كان من عقلاء الرجال، وكان كاتباً فصيح لبيب بصير بالأمور. |
| أحمد بن يوسف بن القاسم         | من: 210هـ/ 825م حتى: 213هـ/ 828م | مثقف ثقافة وكان كاتب للمأمون، وهو شاعر كذلك وعالم بالحساب والهندسة والفلك. |
| أبي عباد ثابت بن يسار الرازي   | من: 213هـ/ 828م                  | أحد الكفاة البارعين في الحساب والتصرف والمعرفة وبذلك ساد وتقدم. نهض بأمور الأموال لمخدومه أتم ما يكون، ثم إنه عجز من استيلاء النقرس، واستعفى. وكان جوادًا، سمحًا، سريًا، إلا أنه كان منقبضًا عبوسًا.                                                         |
| محمد بن يزداد بن سويد          | حتى: 218هـ/ 833م                 | كان كاتبًا وأديبًا وشاعرًا، استوزره المأمون وفوض إليه جميع الأمور، وبقي حتى وفاة المأمون. |
| خلافة محمد المعتصم بالله       |                                  | |
| الفضل بن مروان                 | من: 218هـ/ 833م حتى: 221هـ/ 836م | اسوزره المعتصم، إلا أنه استبد بالأمور فنكبه المعتصم وحبسه. |
| أحمد بن عمار البصري            | من: 221هـ/ 836م حتى: 225هـ/ 840م | عُرف بالعفة والصدق وحسن الإدارة إلا إنه لم يكن يصلح لمخاطبات الملوك التي تحتاج إلى بلاغة، فكان يحتاج كاتبًا، فعزله المعتصم، وأوكل إليه مهامًا أخرى. |
| محمد بن عبدالملك (إبن الزيات)  | من: 225هـ/ 840م حتى: 227هـ/ 842م | عالم باللغة والأدب، من بلغاء الكتاب والشعراء، أعجب المعتصم ببلاغته فاستوزره وبقي وزيرًا للواثق، حتى عهد المتوكل الذي أقره في البداية ثم نكبه وقتله، وقيل بسبب ميوله للعلويين.                                                                            |
| خلافة هارون الواثق بالله       |                                  | |
| محمد بن عبدالملك (إبن الزيات)  | من: 227هـ/ 842م حتى: 232هـ/ 847م | أُقر على وزارته. |
| خلافة المتوكل على الله         |                                  | |
| محمد بن عبدالملك (إبن الزيات)  | من: 232هـ/ 847م حتى: 233هـ/ 848م | أُقر على وزارته. |
| محمد بن الفضل الجرجرائي        | من: 233هـ/ 848م حتى: 236هـ/ 851م | محمد بن الفضل الجرجرائي الوزير استوزره المتوكل، وغضب عليه، فقبضه وصير مكانه عبد الله بن يحيى بن خاقان. |
| عبيدالله بن يحيى بن خاقان      | من: 236هـ/ 851م حتى: 247هـ/ 861م | وزره المتوكل حتى وفاته، وكذلك المعتمد والمستعين، وقد نفاه الأخير إلى برقة، ثم أعاده ووزه. |

## وزراء العصر العباسي الثاني
يعرف هذا العصر بعصر الحرس التركي، حيث استولى الجيش على مقاليد الأمور، حتى صارت الخلافة إسمية، فكان وزراء هذا العصر أقل خبرة وكفاءة من العصر الأول وفي معظم الأحوال يكون تعينهم بأهواء الأمراء. وبعد استحداث منصب أمير الأمراء، صارت الوزارة بلا صلاحيات حقيقية، كما كثر التنصيب والعزل حتى ضاعت أسماء العديد من الوزراء فبعضهم تولى الوزارة ليوم واحد أو يومين، واختلفت المصادر في تحديد تاريخ بدء وانتهاء فترة بعض الوزراء، فاختير في القائمة ما أشار عليه أحد المصادر.
| العصر العباسي الثاني                                                               | العصر العباسي الثاني                              | العصر العباسي الثاني |
| ---------------------------------------------------------------------------------- | ------------------------------------------------- | --- |
| خلافة محمد المنتصر بالله                                                           |                                                   | |
| الوزير                                                                             | المدة                                             | ملاحظات |
| أحمد بن الخصيب الجرجرائي                                                           | من: 247هـ/ 861م حتى: 248هـ/ 862م                  | كان وزارة ضعيفة بسبب سيطرة الأتراك، وزره المنتصر بعد استلامه الخلافة وندم على توزيره، لما أظهره من ظلم، لكن أغتيل الخليفة قبل أن يتمكن من عزله، وبذلك تكون وزاره أخر وزارة في عصر قوة الخلافة. أستورزه كذلك بعد المنتصر، المستعين، وثم نكبه ونفاه. |
| خلافة أحمد المستعين بالله                                                          |                                                   | |
| أحمد بن الخصيب الجرجرائي                                                           | من: 248هـ/ 862م حتى: 248هـ/ 862م                  | أُقر على وزارته شهرًا واحدًا، ثم عُزل. |
| أبو صالح عبدالله بن محمد بن سويد الكاتب                                            | من: 248هـ/ 862م حتى: 249هـ/ 863م                  | ولي الوزارة مدة قصيرة وعُزل على يد يد القائد التركي بُغا الصغير. |
| أبو موسى أتامش                                                                     | من: 249هـ/ 863م حتى: 249هـ/ 863م                  | قائد تركي وابن أخت بغا الكبير، أول قائد في الجيش ينال الوزارة، وكان مستأثرًا بالسلطة لنفسه فخاصمه القادة الأتراك الأخرين وقتلوه. |
| أبو صالح عبدالله بن محمد بن سويد الكاتب (المرة الثانية)                            | من: 249هـ/ 863م حتى: 250هـ/ 864م                  | استمرت وزارته الثانية، أربعة أشهر فقط، انقلب عليه القائد بغا الشرابي وعزله. |
| محمد بن الفضل الجرجرائي (المرة الثانية)                                            | من: 250هـ/ 864م حتى: 252هـ/ 866م                  | وزير المتوكل، أعاد المستعين توزيره. |
| خلافة محمد المعتز بالله                                                            |                                                   | |
| جعفر بن الإسكافي                                                                   | من: 252هـ/ 866م حتى: 252هـ/ 866م                  | ووزر ضد رغبة الخليفة بسبب سيطرة القادة الأتراك، والذين عزلوه ونفي إلى تكريت، وكان من كبار الشيعة. |
| عيسى بن فرخنشاه                                                                    | من: 252هـ/ 866م حتى: 252هـ/ 866م                  | كان كريمًا مجتهدًا، عزله الأتراك في الفتنة التي عُزل فيها الوزير السابق. |
| أحمد بن إسرائيل الأنباري                                                           | من: 252هـ/ 866م حتى: 255هـ/ 869م                  | كان يضرب بذكائه المثل، وكان ذا مكانة رفيعة عند المعتز، فاستوزره. حبسه القائد التركي صالح بن وصيف وقتله. ولم يستطع الخليفة تحريره رغم محاولاته. |
| أبو صالح عبدالله بن محمد بن سويد الكاتب (المرة الثالثة)                            | من: 255هـ/ 869م حتى: 255هـ/ 869م                  | أعاد المعتز توزيره بعد مقتل الأنباري ولم يتولى أي الوزارة فعليًا بسبب عدم رغبة الاتراك فيه. |
| جعفر بن الإسكافي (المرة الثانية)                                                   | من: 255هـ/ 869م حتى: 255هـ/ 869م                  | قدمه الأتراك وولي الأمر والنهي. |
| خلافة محمد المهتدي بالله                                                           |                                                   | |
| سليمان بن وهب                                                                      | من: 255هـ/ 869م حتى: 256هـ/ 870م                  | كانت منزلته عند المهتدي كمنزلة البرامكة عند هارون الرشيد، ولم يكن مستقلاً في وزارته الأولى لذا لم يطلق عليه لقب الوزير، عزل بعد مدة قصيرة، وكان شيعيًا.                                                                                              |
| جعفر بن أحمد بن عمار                                                               | من: 256هـ/ 870م حتى: 256هـ/ 870م                  | لم يرغب الأتراك به، فكاتبوا سليمان بن وهب وأعادوه للوزارة. |
| سليمان بن وهب (المرة الثانية)                                                      | من: 256هـ/ 870م حتى: 256هـ/ 870م                  | أعيد توزيره. |
| خلافة أحمد المعتمد على الله                                                        |                                                   | |
| عبيدالله بن يحيى بن خاقان (المرة الثانية)                                          | من: 256هـ/ 870م حتى: 263هـ/ 877م                  | استوزره المعتمد على كره شديد، لكنه كان ضابطًا للأموال وعارفًا بأمور الرعايا. بقي وزيرًا حتى مات. |
| الحسن بن مخلد                                                                      | من: 263هـ/ 877م حتى: 263هـ/ 877م                  | كان كاتبًا للسلطان الموفق بالله، فأوكل إليه وزارة أخيه المعتمد لأنه كان الحاكم الفعلي للبلاد. |
| سليمان بن وهب (المرة الثالثة)                                                      | من: 263هـ/ 877م حتى: 266هـ/ 883م                  | ولي الوزارة ثالثةً. |
| أبو صقر بن بلبل                                                                    | من: 266هـ/ 883م حتى: 266هـ/ 883م                  | كان كريمًا، وقد بلغ من الوزارة مبلغًا عظيمًا، إلا أن المعتمد اختلف معه فعزله وحبس. |
| أحمد بن صالح بن شيراز                                                              | من: 266هـ/ 883م حتى: 266هـ/ 883م                  | ولي الوزارة شهرًا واحدًا ثم مرض ومات. |
| عبيد الله بن سليمان بن وهب                                                         | من: 266هـ/ 883م حتى: 279هـ/ 892م                  | إبن الوزير سليمان بن وهب. |
| خلافة أحمد المعتضد بالله                                                           |                                                   | |
| عبيد الله بن سليمان بن وهب                                                         | من: 279هـ/ 892م حتى: 288هـ/ 900م                  | أُقر على وزارته. |
| القاسم بن عبيد الله بن سليمان بن وهب                                               | من: 288هـ/ 900م حتى: 289هـ/ 901م                  | إبن الوزير السابق، من أفاضل الوزراء شهمًا لبيبًا، مات المعتضد وهو وزيره. |
| خلافة علي المكتفي بالله                                                            |                                                   | |
| القاسم بن عبيد الله بن سليمان بن وهب                                               | من: 289هـ/ 901م حتى: 291هـ/ 904م                  | أُقر على وزارته. |
| العباس بن الحسن الجرجرائي.                                                         | من: 291هـ/ 904م حتى: 295هـ/ 908م                  | أوصى به الوزير السابق عنده وفاته، كان ذا دهاء ومكر، ولم يكن محبوبًا، مات والمكتفي وهو وزيره. |
| خلافة جعفر المقتدر بالله                                                           |                                                   | |
| العباس بن الحسن الجرجرائي                                                          | من: 295هـ/ 908م حتى: 296هـ/ 909م                  | أُقر على وزارته، وقتل في فتنة ابن المعتز بعد فترة قصيرة. |
| علي بن محمد بن فرات                                                                | من: 296هـ/ 909م حتى: 299هـ/ 912م                  | كان رجلًا كريمًا، وعطوفًا، وحسنًا، مديرًا للدولة أحسن إدارة، لا يميز بن الخادم والسيد، ولي الوزارة ثلاث مرات وقتل في الثالثة. |
| محمد بن عبيد الله بن يحيى بن خاقان                                                 | من: 299هـ/ 912م حتى: 301هـ/ 914م                  | كان أبوه وجده وزيرين، لم يكن طيب السيرة، وسخف أمر الوزارة وكان كثير التعسف، فخلع. |
| أبو الحسن علي بن عيسى الجراح                                                       | من: 301هـ/ 914م حتى: 304هـ/ 917م                  | كان زاهدًا، وكان كثرة صلاته تعطل مسائل الدولة، دامت وزارته، سنة وشهرًا وخمسة أيام. |
| علي بن محمد بن الفرات (المرة الثانية)                                              | من: 304هـ/ 917م حتى: 306هـ/ 919م                  | أعيد للوزارة، بعد القبض على ابن الجراح. |
| حامد بن العباس                                                                     | من: 306هـ/ 919م حتى: 311هـ/ 923م                  | في عهده إنطلقت رحلة أحمد بن فضلان بمشورته واشرافه. خلع وحبس ووأعيد ابن الفرات للوزارة. |
| علي بن محمد بن فرات (المرة الثالثة)                                                | من: 311هـ/ 923م حتى: 312هـ/ 924م                  | في وزارته الثالثة، ضعف الأمان في جنوب العراق زيادةً على تحميله للمسؤولية في ما حصل للحُجَّاج من قبل نصر الحاجب، فقُبض على ابن الفُرات للمرة الأخيرة. |
| محمد بن عبيد الله بن يحيى بن خاقان (المرة الثانية)                                 | من: 312هـ/ 924م حتى: 313هـ/ 925م                  | عزل بسبب دخول القرامطة إلى الكوفة، وعجزه عن ردهم. |
| أحمد بن عبيد الله الخصيبي                                                          | من: 313هـ/ 925م حتى: 314هـ/ 926م                  | استوزره المقتدر العباسي ثم القاهر. وعزل ونكب فمات بالسكتة القلبية. |
| علي بن عيسى بن الجراح (المرة الثانية)                                              | من: 314هـ/ 926م حتى: 316هـ/ 928م                  | استعفى من الوزارة بنفسه. |
| سليمان بن الحسن بن مخلد                                                            | وزير مشارك مع علي بن عيسى بن الجراح.              | وزير مشارك مع علي بن عيسى بن الجراح. |
| ابن مقلة                                                                           | من: 316هـ/ 928م حتى: 318هـ/ 930م                  | أديب وخطاط، وهو مخترع خط الثلث، والنسخ، تولى الوزارة ثلاثة مرات. |
| الحسين بن القاسم بن عبيد الله                                                      | من: 318هـ/ 930م حتى: 320هـ/ 932م                  | لم يكن بارعًا في صناعته، ولا شكرت سيرته في وزارته ولم تطل له المدّة حتّى عجز واختلّت الأحوال عليه، فقض وقتل. وهو أعرق الناس في الوزارة، فأبوه وجده وأبو جده وزراء.                                                                                     |
| الفضل بن جعفر بن موسى بن الفرات                                                    | من: 320هـ/ 932م حتى: 320هـ/ 932م                  | ابن أخ الوزير ابن الفرات، وزر للمقتدر حتى وفاته، فلما جاء القاهر جعله مشرفًا على الدواوين. |
| خلافة محمد القاهر بالله                                                            |                                                   | |
| ابن مقلة (المرة الثانية)                                                           | من: 320هـ/ 932م حتى: 321هـ/ 933م                  | عُزل بعد مؤامرة عزل القاهر. |
| أبو جعفر محمد بن القاسم الكرخي                                                     | من: 321هـ/ 933م حتى: 321هـ/ 933م                  | قبض وعُزل بسبب مؤامرة البريديين. |
| أحمد بن عبيد الله الخصيبي (المرة الثانية)                                          | من: 321هـ/ 933م حتى: 322هـ/ 934م حتى: 322هـ/ 934م | أعيد توزيره. |
| خلافة محمد الراضي بالله                                                            |                                                   | |
| ابن مقلة (المرة الثالثة)                                                           | من: 322هـ/ 934م حتى: 324هـ/ 936م                  | أُعيد توزيره وزارته الأخيرة، وفي وزارته هذه شغب الجند فعزله الخليفة ثم نكب بعدها نكبته الشهيرة. |
| عبد الرحمن بن عيسى بن الجراح                                                       | من: 324هـ/ 936م حتى: 324هـ/ 936م                  | أراد الخليفة تقليد علي بن عيسى بالوزارة إلا إنه اعتذر وأشار إلى تقليد أخاه عبدالرحمن. لم تكن له سيرة تذكر فأعفي من الوزارة. |
| أبو جعفر محمد بن القاسم الكرخي (المرة الثانية)                                     | من: 324هـ/ 936م حتى: 324هـ/ 936م                  | أضطربت الأمور في عهده فاستتر وعزل. |
| سليمان بن الحسن بن مخلد (المرة الثانية)                                            | من: 324هـ/ 936م حتى: 325هـ/ 937م                  | كان له الوزارة بالاسم فقط إذ أن ابن رائقسيطر على الأمور. |
| الفضل بن جعفر بن الفرات (المرة الثانية)                                            | من: 325هـ/ 937م حتى: 327هـ/ 939م                  | عينه ابن رائق في الوزارة، ومات وهو في منصبه. |
| الحسن البريدي                                                                      | من: 327هـ/ 939م حتى: 328هـ/ 940م                  | من عائلة البريدي التي تحمكت بالسلطة جنوب العراق فترة طويلة، أزيل من الوزارة بسبب صراع الأمراء. |
| سليمان بن الحسن بن مخلد (المرة الثالثة)                                            | من: 328هـ/ 940م حتى: 329هـ/ 940م                  | بقي وزيرًا إلى وفاة الراضي. |
| خلافة إبراهيم المتقي لله                                                           |                                                   | |
| سليمان بن الحسن بن مخلد (المرة الثالثة)                                            | من: 329هـ/ 940م حتى: 329هـ/ 940م                  | أُقر على وزارته. |
| الحسين بن ميمون                                                                    | من: 329هـ/ 940م حتى: 329هـ/ 940م                  | عُزل نتيجة صراع الأمراء. |
| علي بن عيسى بن الجراح (المرة الثالثة) عبد الرحمن بن عيسى بن الجراح (المرة الثانية) | من: 329هـ/ 940م حتى: 329هـ/ 940م                  | نصبهما أمير الأمراء كورنكج الديلمي للقيام بعمل الوزارة دون تسميتهما رسميًا. ودامت نظارتهما تسعة أيام فقط، وكانت هذه الأيام التسعة من أشد الأيام من حيث الاضطرابات التي شهدتها البلاد.                                                               |
| أبو إسحق القراريطي                                                                 | من: 329هـ/ 940م حتى: 329هـ/ 940م                  | لم يقبل به كورنكج وأقاله بعد ثلاثة وأربعين يومًا فقط. |
| أبو جعفر محمد بن القاسم الكرخي (المرة الثالثة)                                     | من: 329هـ/ 940م حتى: 330هـ/ 941م                  | خلعه أمير الأمراء ابن رائق، بعد ثلاثة وخمسون يومًا فقط. |
| الحسن البريدي (المرة الثانية)                                                      | من: 330هـ/ 941م حتى: 330هـ/ 941م                  | خلع بعد انتصار ناصر الدولة الحمداني وأخذه منصب أمير الأمراء. |
| أبو إسحق القراريطي (المرة الثانية)                                                 | من: 330هـ/ 941م حتى: 331هـ/ 942م                  | عينه ناصر الدولة الحمداني، فأظهر الظلم فخلعه ناصر الدولة. |
| أبو العباس الأصفهاني                                                               | من: 331هـ/ 942م حتى: 331هـ/ 942م                  | دامت وزارته إحدى وخمسين يومًا، وخلع نتيجة صراع الأمراء. |
| أبو إسحق القراريطي (المرة الثالثة)                                                 | من: 331هـ/ 942م حتى: 331هـ/ 942م                  | تولى القيام بمهام الوزارة بسبب شغور المنصب، ولم يسمَ وزيرًا هذه المرة. |
| علي بن محمد بن مقلة                                                                | من: 331هـ/ 942م حتى: 333هـ/ 944م                  | عُين بعد انصراف ناصر الدولة عن بغداد، وبقي وزيرًا إلى اغتيال المتقي لله. |
| خلافة عبدالله المستكفي بالله                                                       |                                                   | |
| أبا الفرج محمد بن علي السرمزاري                                                    | من: 333هـ/ 944م حتى: 333هـ/ 944م                  | كانت وزارته بالإسم فقط، والأمر بيد ابن شيرزاد كاتب أمير الأمراء توزون، ودامت أربعين يومًا فقط، قبل أن يستلم الوزارة ابن شيرزاد بنفسه. |
| ابن شيرزاد                                                                         | من: 333هـ/ 944م حتى: 334هـ/ 945م                  | لم تكن المرة الأولى لتوليه الوزارة فقد تولى مهام نائب الوزير مرارًا، وكان كاتب توزون ومن ثم أصبح أمير الأمراء. |

## وزراء العصر العباسي الثالث
كان العصر العبَّاسي الثالث تحت السَّيطرة البويهيَّة ثم السلجوقيَّة حتى استقلال الخلافة عن النُّفوذ السلجوقي في عهد محمد المقتفي لأمر الله.
| الخليفة                     | الوزير                                                                        | المدة            |
| --------------------------- | ----------------------------------------------------------------------------- | ---------------- |
| المطيع لله                  | ابو احمد الفضل بن عبد الرحمن الشيرازي                                         |                  |
| الطائع لله                  | لم يعرف له وزير - كان في الحقبة البويهية                                      |                  |
| القادر بالله                | أبو نصر سابور أزدشير                                                          |                  |
| القادر بالله                | أبو الفضل محمد بن أحمد العارض                                                 |                  |
| القادر بالله                | أبو الحسن سعد بن نصر                                                          |                  |
| القادر بالله                | أبو الفضل أيوب بن سليمان                                                      |                  |
| القادر بالله                | عليّ بن عبد العزيز بن حاجب النعمان                                             |                  |
| القادر بالله                | عميد الرؤساء أبو طالب محمد بن أيوب                                            |                  |
| عبدالله القائم بأمر الله    | علي بن الحسن بن المسلمة البغدادي                                              | ...              |
| عبدالله القائم بأمر الله    | أبا الفتح بن دارست                                                            |                  |
| عبدالله المقتدي بأمر الله   | فخر الدولة بن جهير                                                            | ...              |
| عبدالله المقتدي بأمر الله   | ظهير الدين أبا الشجاع محمد بن الحسين                                          |                  |
| عبدالله المقتدي بأمر الله   | أبو المعالي هبة الله بن محمد بن علي بن الحسن بن المطلب الكرماني               |                  |
| عبدالله المقتدي بأمر الله   | محمد بن الحسين الروذراوريّ                                                     | ...              |
| أحمد المستظهر بالله         | عميد الدولة بن جهير (المرة الثانية حيث ولي في عهد المقتدي أيضاً)               | ...              |
| أحمد المستظهر بالله         | أبو المعالي هبة الله بن محمد بن علي بن الحسن بن المطلب الكرماني               |                  |
| أحمد المستظهر بالله         | محمد بن ملكشاه بن نظام الملك                                                  |                  |
| أحمد المستظهر بالله         | الخطير محمد بن أحمد                                                           |                  |
| أحمد المستظهر بالله         | ابن الوزير أبى شجاع محمد بن الحسين                                            |                  |
| أحمد المستظهر بالله         | ربيب الدولة نظام الدين                                                        |                  |
| الفضل المسترشد بالله        | جلال الدين أبا علي بن صدقة                                                    | ...              |
| الفضل المسترشد بالله        | المظفر بن جهير                                                                |                  |
| الفضل المسترشد بالله        | علي الحسيني ابن طراد                                                          | من 1157 إلى 1170 |
| الفضل المسترشد بالله        | قوام الدين أحمد بن نظام الملك                                                 |                  |
| الفضل المسترشد بالله        | شرف الدين نوشروان بن خالد                                                     |                  |
| منصور الراشد بالله          | جلال الدين أبو الرضا محمد بن أحمد بن صدقة                                     | ...              |
| منصور الراشد بالله          | علي الحسيني (المرة الثانية)                                                   |                  |
| محمد المقتفي لأمر الله      | علي الحسيني (المرة الثالثة)                                                   | أقيل سنة 534 هـ  |
| محمد المقتفي لأمر الله      | المظفر بن علي بن محمد بن محمد بن جهير                                         |                  |
| محمد المقتفي لأمر الله      | أبا القاسم عليّ بن صدقة بن عليّ بن صدقة                                         |                  |
| محمد المقتفي لأمر الله      | عون الدولة أبا المظفر يحيى بن محمد بن هبيرة الفزاري (ولي في عهد المقتفي أيضاً) | من 1170 إلى 1178 |
| يوسف المستنجد بالله         | عون الدولة أبا المظفر يحيى بن محمد بن هبيرة الفزاري (ولي في عهد المقتفي أيضاً) | من 1170 إلى 1178 |
| أبو جعفر بن البلدي البغدادي | من 1178 إلى 1180                                                              |                  |
| الحسن المستضيء بأمر الله    | عضد الدين أبو الفرج محمد بن أبي الفتوح عبد الله بن هبة الله بن رئيس الرؤساء   | من 1180...       |
| أحمد الناصر لدين الله       | نصير الدين ناصر بن مهدي العلوي الرازي                                         | ...              |
| أحمد الناصر لدين الله       | ظهير الدين ابن العطار منصور بن نصر بن الحسين الحراني                          |                  |
| أحمد الناصر لدين الله       | أبو المظفر جلال الدين عبيد الله بن يونس بن أحمد البغدادي الأزجي الحنبلي       |                  |
| أحمد الناصر لدين الله       | معز الدين سعيد بن علي بن حديدة الأنصاري                                       |                  |
| أحمد الناصر لدين الله       | ابن القصاب محمد بن علي                                                        |                  |
| محمد الظاهر بأمر الله       | محمد بن محمد بن عبد الكريم أبو الحسن القمي                                    | ...              |
| من صور المستنصر بالله       | احمد بن محمد بن الناقد                                                        | ...              |
| عبدالله المستعصم بالله      | مؤيد الدين بن العلقمي                                                         | ... إلى 1258     |